# Lac Rigolo
Lac Rigolo är en sjö i Kanada.   Den ligger i regionen Saguenay–Lac-Saint-Jean och provinsen Québec, i den östra delen av landet, 700 km norr om huvudstaden Ottawa. Lac Rigolo ligger 554 meter över havet. Arean är 1,5 kvadratkilometer. Den sträcker sig 3,8 kilometer i nord-sydlig riktning, och 0,9 kilometer i öst-västlig riktning.
I omgivningarna runt Lac Rigolo växer i huvudsak barrskog. Trakten runt Lac Rigolo är nära nog obefolkad, med mindre än två invånare per kvadratkilometer.